# Ambatomainty (Amparafaravola)
Ambatomainty è una città e comune del Madagascar situata nel distretto di Amparafaravola, regione di Alaotra Mangoro. 
La popolazione del comune rilevata nel censimento 2001 era pari a 39 288 unità.